# Via Paradiso
Via Paradiso è un film del 1988 diretto da Luciano Odorisio.
Dopo Sciopèn, Odorisio torna ad ambientare un film a Chieti, presa come simbolo della "Provincia" italiana.

## Trama
A Chieti l'anziano Andrea gestisce con metodi obsoleti l'Eden, una vecchia sala cinematografica di via Paradiso, ma Francesco, suo nipote e comproprietario, decide di venderla ad una società americana con l'intenzione di avviare un supermercato. Francesco, che, nonostante la nascita di un figlio, non è soddisfatto del matrimonio con Anna, rivede la sua amica d'infanzia e primo amore Giulia, che è arrivata in occasione della visita degli americani per fare da interprete dopo anni di lontananza apparentemente immotivata da Chieti. Questo incontro riaccende vecchi ricordi in Francesco, che passa una notte con la donna. Tuttavia il giorno seguente l'amico Marcello gli rivela che Giulia lavora come accompagnatrice per conto dei dirigenti della multinazionale americana, facendo arrabbiare Francesco che chiede ed ottiene conferma della notizia dalla stessa. A questo punto l'uomo si accorda con lei per fuggire insieme con il ricavato della vendita, ma, compreso all'ultimo momento di essere stato ingannato, strappa il contratto invece di firmarlo, rendendo felice suo nonno. Poco tempo dopo la partenza degli ospiti americani, riceve una vecchia lettera dell'amica d'infanzia, in cui viene rivelata la motivazione del suo primo allontanamento da Chieti e gli viene chiesto di raggiungerla. Lo scritto era stato consegnato anni prima ad Anna, che l'aveva nascosto per gelosia.